# Iglesia de Santa María la Mayor (Valderrobres)
La iglesia de Santa María la Mayor de Valderrobres (Provincia de Teruel, España) inseparablemente unida a la figura del castillo-palacio, es uno de los más espléndidos ejemplos de Gótico levantino de la provincia de Teruel.
Fue declarada Bien de Interés Cultural por la resolución de 22 de diciembre de 1982 y publicada el 5 de diciembre de 1983 en el Boletín Oficial de Aragón, aunque la delimitación de su entorno se retrasó hasta el 16 de abril de 2004.

## Descripción histórico-artística
La iglesia empezó su construcción en la segunda mitad del siglo XIV, en concreto entre 1321 y 1423, por el Arzobispo Pedro Lope de Luna, levantando este el ábside y los dos primeros tramos del templo.
Con la llegada de García Fernández de Heredia al arzobispado se concluye el tercer tramo y el campanario, de construcción ligeramente posterior al edificio central, consiguiendo un encaje perfecto entre el castillo y la iglesia. Posteriormente, en el siglo XVIII se añade una nueva construcción, la sacristía encajada junto al ábside del templo. 

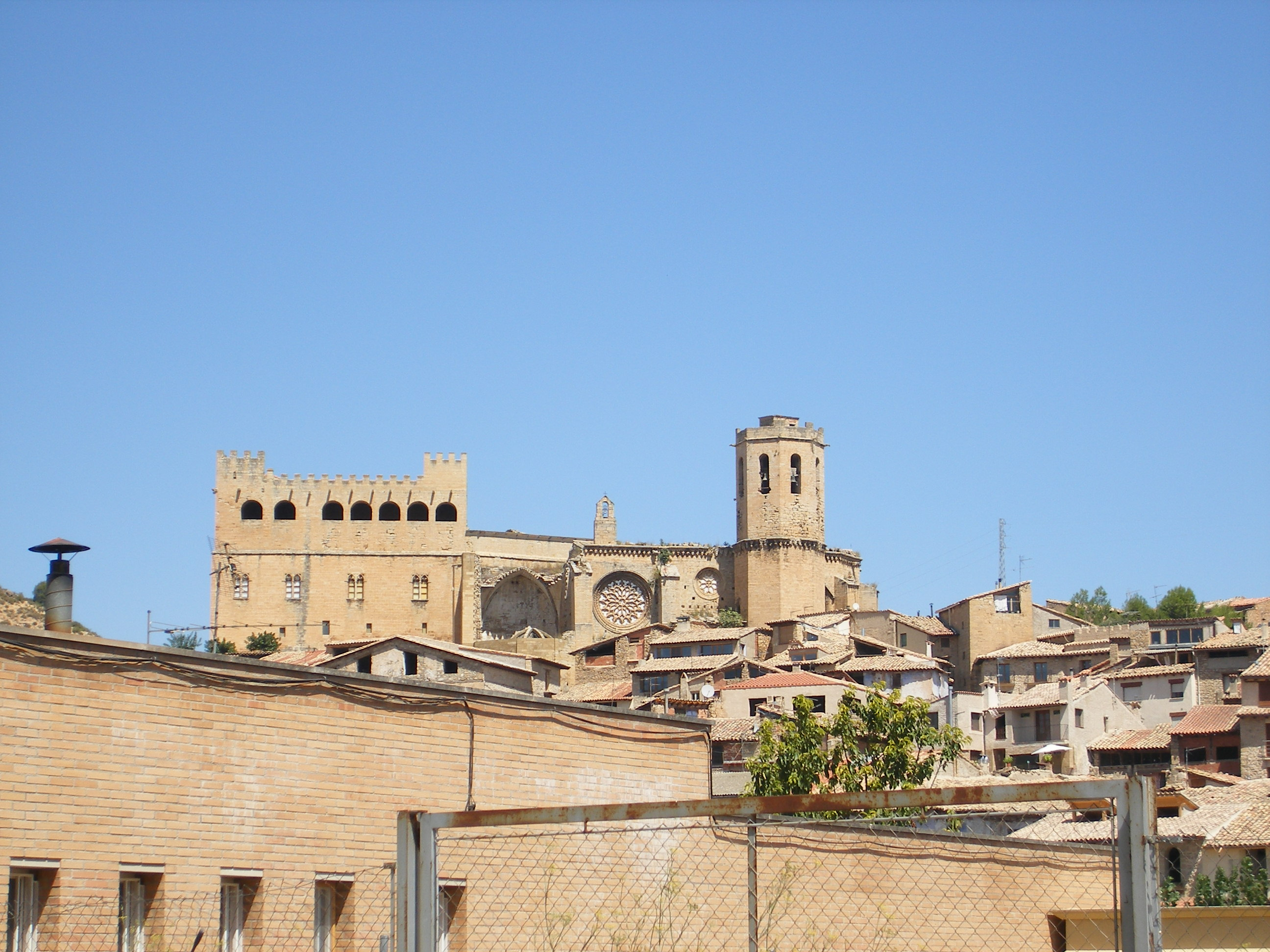
Castillo e iglesia

La iglesia de Valderrobres es de una sola nave de salón o "Hallenkirche", siguiendo el modelo norteeuropeo, con tres tramos y capillas laterales en cada uno de ellos excepto en el segundo, donde está la portada. El ábside tiene siete lados cubierto con una bóveda de ocho nervios. Todos sus lados muestran una ventana adornada con tracería, de los cuales, la del centro es la más compleja. Los vitrales y rosetones flamígeros se cubren con alabastro translúcido.
El siglo XIX vio uno de los momentos más oscuros de la iglesia cuando en 1877, el párroco y los feligreses, tras ver como sus peticiones para la reparación son ignoradas, se ven obligados a derribar el tejado del tercer tramo, por constituir un serio peligro de derrumbe. Con la piedra caída levantan un muro que dejaba aislada la parte derruida y que cortaba la iglesia.
También la guerra civil española causó estragos en el templo destruyendo su retablo renacentista y causando serios daños a la decoración exterior, daños parcialmente subsanados en 1966, cuando una restauración popular del templo le devuelve su aspecto gótico original, eliminando gran parte de la decoración posterior.

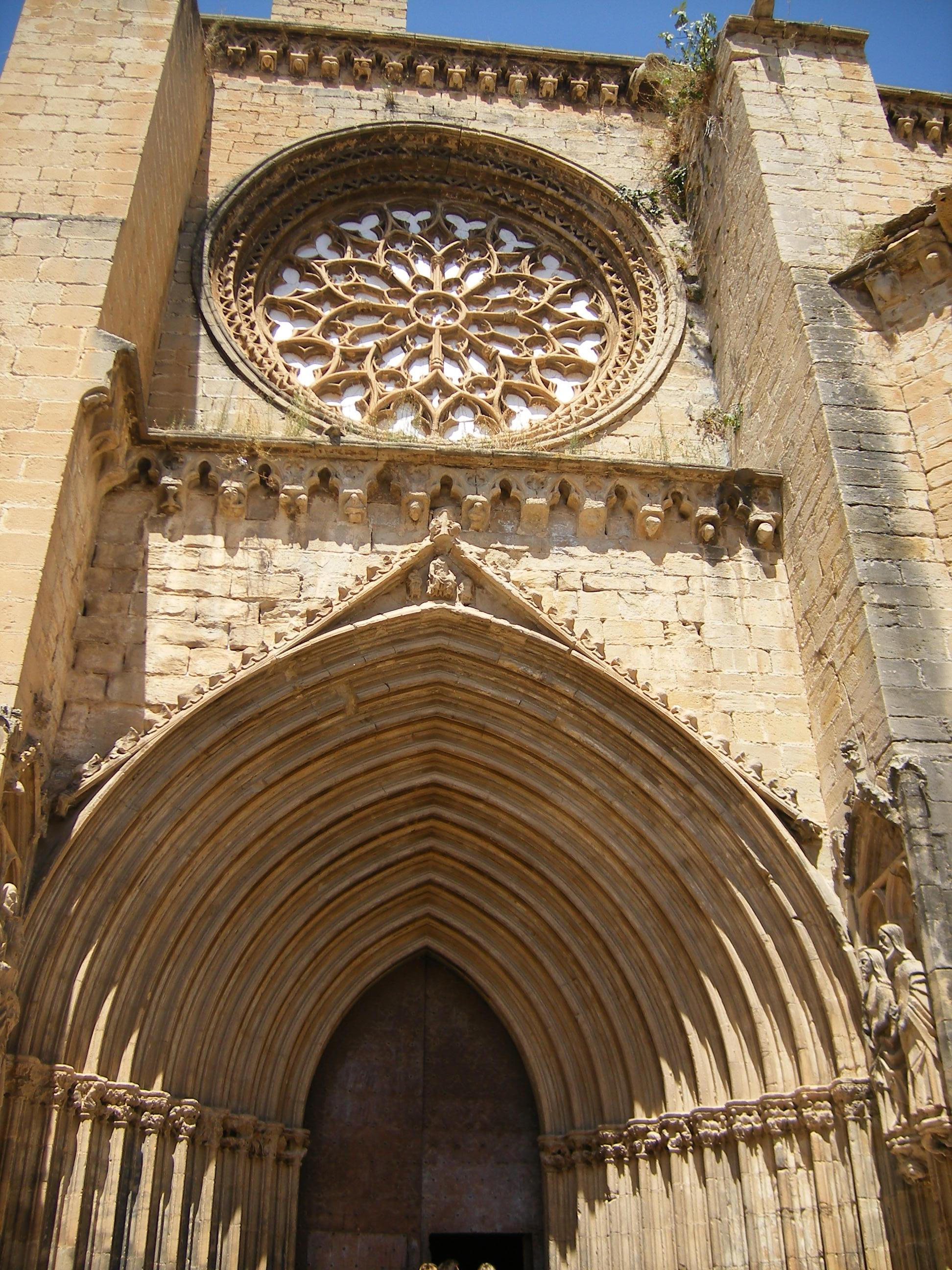
Rosetón de la iglesia de Santa María la Mayor.

## Restauración
En 2006 se inician los trabajos de restauración integral del templo, iniciándose las mejoras en techos, torre campanario, paredes, fachadas y el claustro. Los trabajos más importantes se prolongan hasta el 2009.
El tercer tramo que era el más afectado se reconstruye en su totalidad y se reintegra al templo. El muro de separación construido preventivamente, se derribó y se recuperaron todas las piezas de piedra posibles.
Se ha recuperado la puerta del lado oeste y siguiendo referencias antiguas se ha abierto un óculo, mejorando la luminosidad natural del templo y restituyendo la fachada.
Las bóvedas derruidas, se han repuesto finalmente y se ha recuperado el pavimento original.
La iglesia de Santa María La Mayor se ha convertido en referente del arte gótico español y un paradigma de la conservación, actualmente sigue utilizándose para el culto religioso y tiene varios procesos de restauración complementarios en marcha.